# Шилингутила, Демостенеш Амос
Демостенеш Амос Шилингутила (порт. Demósthenes Amós Chilingutila; 30 ноября 1947, Андуло — 23 января 2021, Уамбо) — ангольский военный и политик, начальник генерального штаба вооружённых сил повстанческого движения УНИТА во время гражданской войны. Участник переговоров с правительством МПЛА о создании единой ангольской армии. В середине 1990-х перешёл на службу в правительственную армию. В 1996—2008 — заместитель министра обороны Анголы. С 2008 — депутат ангольского парламента от партии УНИТА.

## Образование, работа, политика
Родился в семье крестьян овимбунду. Начальное образование получил в школе при евангелической миссии. Затем учился в коммерческом и электротехническом техникуме. В 1973 окончил в Луанде Промышленный институт имени Салазара. Работал администратором почты.
В 1974 году вступил в УНИТА. Возглавлял местную организацию в провинции Уамбо.

## Начальник штаба войск УНИТА
В период ангольской гражданской войны Демостенеш Амос Шилингутила служил в повстанческой армии УНИТА — Вооружённых силах освобождения Анголы (ФАЛА). В 1977—1978 — политический комиссар ФАЛА в Уамбо. Отличился в боях с правительственными войсками МПЛА (ФАПЛА), показал себя эффективным командиром и стратегом.
С 1979 года Демостенеш Амос Шилингутила — начальник генерального штаба ФАЛА. Занимал этот пост до 1985 (переведён на руководство оперативным отделом) и вновь с 1986 по 1994. Являлся одним из близких соратников Жонаша Савимби. Сыграл важную роль в формировании вооружённых сил УНИТА как одной из самых эффективных повстанческих армий XX века. Принимал активное личное участие в таких крупнейших сражениях, как Битва при Квито-Кванавале (1987—1988, завершилась «вничью») и Война 55 дней (1993, завершилась победой УНИТА/ФАЛА).
В 1990—1991 Демостенеш Амос Шилингутила активно участвовал в переговорах с правительством о мирном урегулировании. Был одним из авторов Бисесских соглашений. Особое внимание уделял вопросу создания общеангольской армии, интеграции ФАЛА и ФАПЛА. Интересно, что его партнёром по переговорам был генерал Франсишку Ижину Карнейру — с которым Шилингутиле менее чем через два года предстояло встретиться в жестоких «боях 55 дней» за Уамбо.
После политического кризиса 1992 года и Резни Хэллоуин УНИТА и ФАЛА возобновили войну с правительством. «Война 55 дней» пришлась именно на этот период. Однако Шилингутила считал, что сам факт Бисесских соглашений, вывод из Анголы кубинских войск и отказ МПЛА от коммунистической идеологии кардинально меняют положение дел в стране.

## Заместитель министра и депутат
В 1994 году был согласован Лусакский протокол, подтвердивший Бисесские соглашения. Будучи сторонником урегулирования, Шилингутила перешёл на службу в Вооружённые силы Анголы (ФАА). В 1996 году он был назначен заместителем министра обороны и занимал этот пост до 2008 (министрами являлись Педру Себаштьян и Кунди Пайхама). Таким образом, в 1998—2002 он фактически участвовал в гражданской войне уже против УНИТА.
Деятельность Шилингутилы в министерстве обороны в 2014 году стала предметом рассмотрения в испанском суде — речь шла о нарушениях при оформлении контракта.
В 1998 году Шилингутила участвовал в создании партии UNITA Renovada — Обновлённая УНИТА, согласившейся на легализацию в новой ангольской политической системе. Её создание стало ощутимым ударом по партии Савимби.
После гибели Савимби и окончания гражданской войны в 2002 году Демостенеш Амос Шилингутила восстановил членство в УНИТА и вошёл в руководящие органы партии. Был избран депутатом парламента Анголы на выборах 2008 и 2012. Состоял в парламентской комиссии по национальной безопасности.
На XIII съезде УНИТА в ноябре 2019 Демостенеш Амос Шилингутила поддержал Адалберту Кошта Жуниора при выборах президента (председателя) партии. Авторитетная позиция повстанческого генерала сыграла важную роль в избрании Кошта Жуниора.

## Кончина
Скончался Демостенеш Шилингутила скончался от инфаркта в возрасте 73 лет. С заявлением по этому поводу выступил от имени УНИТА лидер партии Адалберту Кошта Жуниор. «Великим сыном Анголы» назвал генерала Шилингутилу командующий Центральным военным округом ФАА генерал Динис Сегунда Лукама. Похоронен Демостенеш Амос Шилингутила на кладбище Сан-Педру в Уамбо.
Хронологическая близость привела к тому, что датой смерти генерала Шилингутилы часто называют 24 января, отмечаемое как День ФАЛА.